# Villa Hutschenreuther

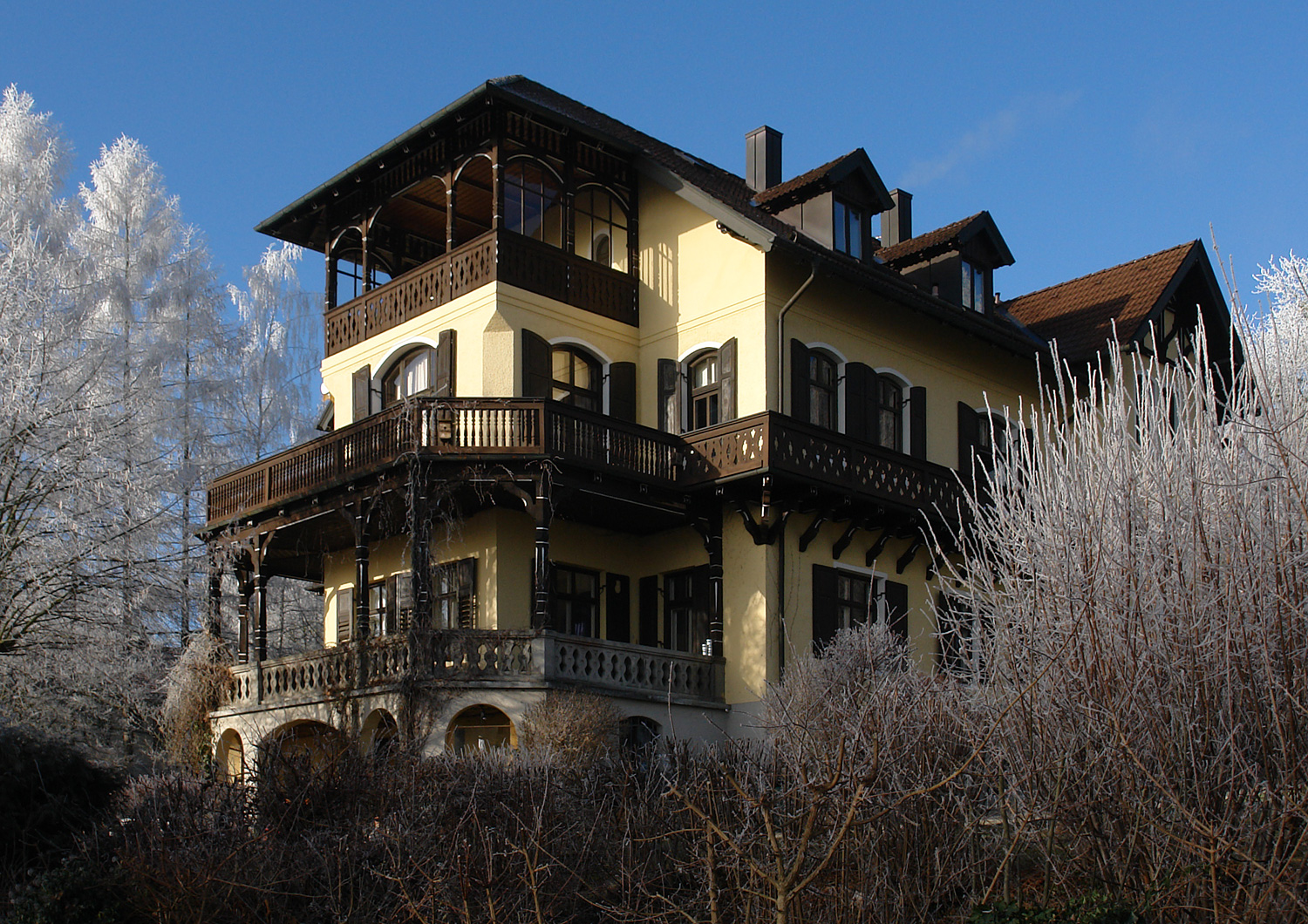
Villa Hutschenreuther in Feldafing

Die Villa Hutschenreuther in Feldafing, einer Gemeinde im oberbayerischen Landkreis Starnberg, wurde 1903/04 errichtet. Die Villa in der Maffeistraße 6 ist ein geschütztes Baudenkmal.
Der zweigeschossige Halbwalmdachbau wurde von Johann Biersack für den Kommerzienrat Victor Hutschenreuther errichtet. Das Haus im Stil des Historismus mit hölzerner Loggia, hölzernen Balkonen und Giebelrisalit an der Nordseite besitzt ein zugehöriges ehemaliges Gärtnerhaus mit Wagenremise als Nebenflügel.